# 自由落體 (遊樂園)
自由落體是遊樂園和主題樂園遊樂器材，而在台灣則受到六福村影響，也常稱為「大怒神」。這種遊樂器材的乘坐台可將乘客載至高空，然後以幾乎重力加速度垂直掉落，最後以機械將乘坐台在落地前停住，這種利用物理學中的自由落體現象設計的遊樂器材，也以相同的名稱命名。这种游乐设施在中国大陆常被称为太空梭、弹射塔。
自由落體的外型的主幹為一個高大的柱體，柱體周圍附有軌道，讓乘載具爬昇。乘載具的搭乘人數依設計而異，上具有安全桿和安全帶等保護設備。自由落體遊樂設施的系統中具有偵測載具爬昇、下降速度的感應器，來維持整套機器的正常運作。
全世界落差最高的自由落體為美國新澤西州六旗大冒險樂園的 Zumanjaro: Drop of Doom，落差126米，降落的瞬間時速達140公里，其次為美國加州六旗魔法山的 Lex Luthor: Drop of Doom，落差120米，降落的瞬間時速達137公里。全世界位置最高的自由落體位于广州的广州塔，最大高度484米，落差30米。台灣最高的自由落體位於九族文化村，高度為85公尺，降落的瞬間時速達105公里。

## 意外事故
- 2004年2月，臺灣六福村主題遊樂園的自由落體遊樂設施「大怒神」，發生因為乘載具上升速度快於正常速度一秒，觸發偵錯系統停止遊樂設施運作，而將遊客困於53公尺（約17層樓）的高空中。最後以手動方式將乘載具拉回地面。
- 2005年4月，日本東京台場遊樂園，發生一名遊客乘坐自由落體設施時，未做好防護措施，由高空落下而亡。

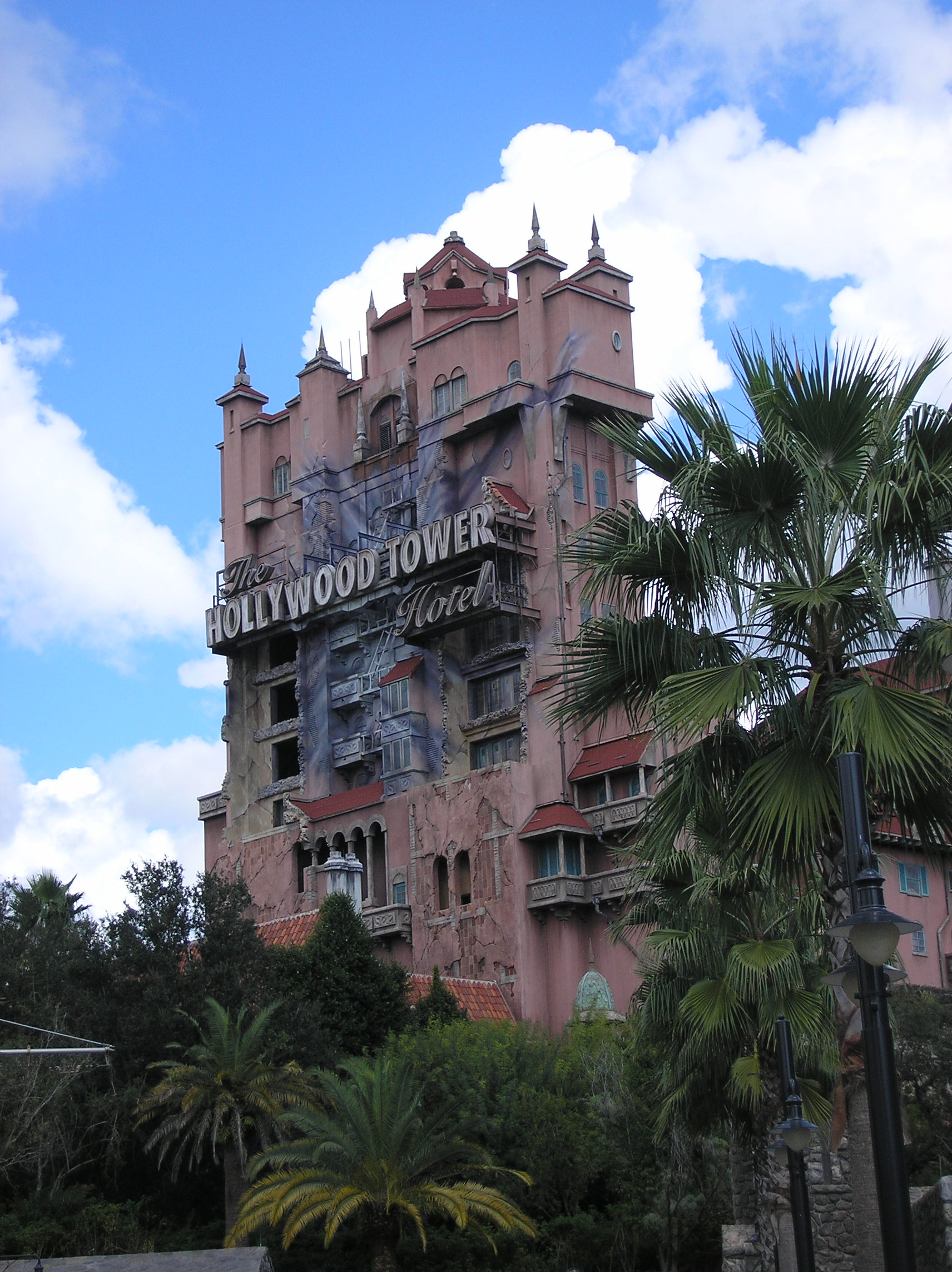
迪士尼米高梅影城中的驚魂古塔

- 2005年7月12日，16歲的連恩妮·戴康（Leanne Deacon）在搭乘美國迪士尼米高梅影城中的自由落體設施「驚魂古塔」之後，產生嚴重頭痛等其他不舒服的症狀。最後她因為情況危急而被送到位於奧蘭多的醫院[2]。戴康之後進行停止內部出血手術。在2005年8月6日，她搭乘空中急救飛機（air ambulance）回到英格蘭。根據報導，戴康在之前曾多次搭乘「驚魂古塔」，但都沒有出現不舒服的情況[3]，她的內出血症狀原因則不明。在之後進行的檢測發現戴康的頭痛已持續數日，在發生造成心搏停止的嚴重抽搐之後就已經發生。在迪士尼和當地政府的官員檢查後，認為遊樂設施本身並沒有功能異常，隔天便重新開放。戴康返家之後又因為兩次心臟病發和心臟手術而在醫院治療了6個月。[4]
- 2007年6月21日，美國肯塔基州六旗肯塔基王國，一名16歲少女玩「超人高塔」自由落體遊樂設施時，踝關節以下被斷裂鋼纜掃過，把她腳踝以下部位削斷。[5]

## 安全警告
除了自由落體所造成的緊張感對於有心血管疾病病史者有影響外，有恐高症的人也不適合玩此類遊樂設施，壓力快速改變也會影響有開刀史的人，例如視網膜手術、近視雷射手術等，有相似病史的人應以自身健康來衡量是否合適搭乘這類遊樂設施。